# Ghezzi & Brian
Ghezzi & Brian, devenu Ghezzi-Brian après avoir rejoint la firme Moto Guzzi en 2004, est un constructeur et préparateur moto italien installé à Missaglia (Lombardie). Il produit sur commande des kits et motos pour la compétition et la route. La conception est maison (partie-cycle sportive, accessoires, etc.), les moteurs sont des bicylindres en V provenant de Moto Guzzi.
Le modèle SuperTwin 1100, le premier commercialisé, dévoile toute l'habileté technique du duo Giuseppe Ghezzi - Bruno « Brian » Saturno. Suivent les modèles Furia et Fionda.
La Pro-Thunder, mue par un moteur Moto Guzzi de 1 225 cm3, a été développée exclusivement pour la participation au championnat AMA (l'équivalent américain du challenge Protwin en France). Ce modèle y a gagné de nombreuses courses.
L'ingénieur Giuseppe Ghezzi est responsable du développement technique de la MGS-01 sous la marque Moto Guzzi, sortie en 2004. Cette moto reçoit le bicylindre en V du modèle Daytona. Mis entre les mains de Ghezzi, le moteur à quatre soupapes par cylindre de 992 cm3 est gonflé à 1 225 cm3. Il s'agit d'une moto sportive conçue pour la course. Ses rivales naturelles sont la Buell Firebolt et la BMW R 1100 S.
Giuseppe Ghezzi est aujourd'hui responsable du développement des modèles sportifs chez Moto Guzzi.

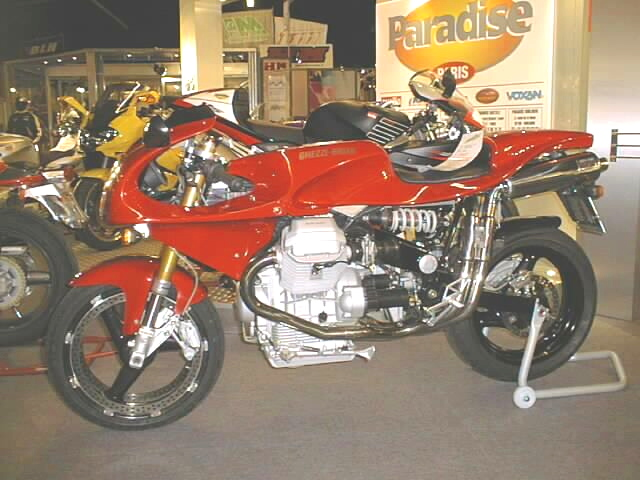
SuperTwin 1100, équipée de disques périphériques. Hormis le moteur (celui de la 1100 Sport), presque rien de la moto d'origine n'est conservé.
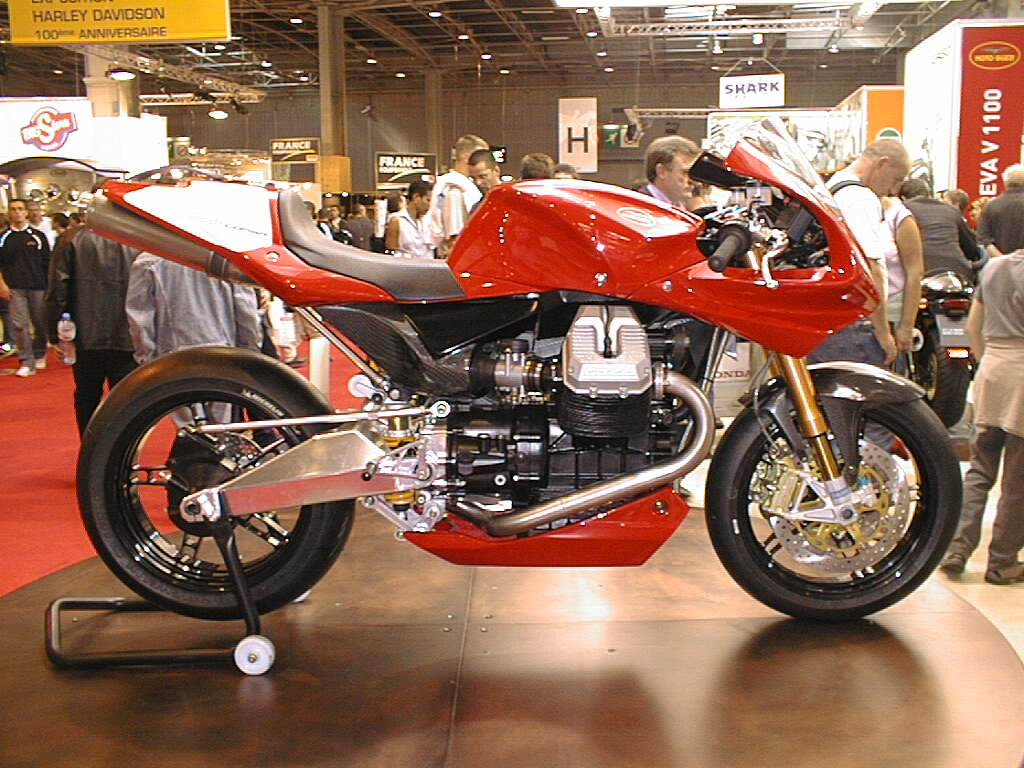
Moto Guzzi MGS-01 Corsa.